# Tucker Fredricks
Pour les articles homonymes, voir Fredricks.
Tucker Fredricks né le 16 avril 1984 à Janesville est un patineur de vitesse américain actif depuis 2002. Il est spécialiste des courtes distances (de 100 à 1000 m). Il a participé à deux éditions des Jeux olympiques d'hiver en 2006 et 2010, avec comme meilleur résultat une douzième place au 500 m de Vancouver en 2010.

## Palmarès
- Championnats du monde simple distance
  -  Médaille de bronze du 500 m à Salt Lake City en 2007.

- Coupe du monde
  - Vainqueur du classement du 500 m en 2006-2007 et 2009-2010.
  - 29 podiums individuels dont 10 victoires.

## Records personnels
| Épreuve  | Temps          | Lieu           | Date             |
| -------- | -------------- | -------------- | ---------------- |
| 500 m    | 34 s 30        | Salt Lake City | 15 novembre 2013 |
| 1 000 m  | 1 min 09 s 22  | Salt Lake City | 30 décembre 2009 |
| 1 500 m  | 1 min 51 s 84  | Calgary        | 25 novembre 2001 |
| 3 000 m  | 4 min 02 s 39  | Calgary        | 24 novembre 2001 |
| 5 000 m  | 7 min 08 s 04  | Calgary        | 25 novembre 2001 |
| 10 000 m | 15 min 44 s 09 | Milwaukee      | 2 décembre 2000  |